# Célimène (théâtre)
Pour les articles homonymes, voir Célimène.
Célimène est un personnage de la comédie Le Misanthrope de Molière, type de l'emploi de grande coquette. Elle est aussi le personnage de la suite Célimène et le Cardinal de Jacques Rampal.

## Le personnage
Célimène est une très jeune veuve, d'une vingtaine d'années.

## Actrices qui ont interprété le rôle de Célimène

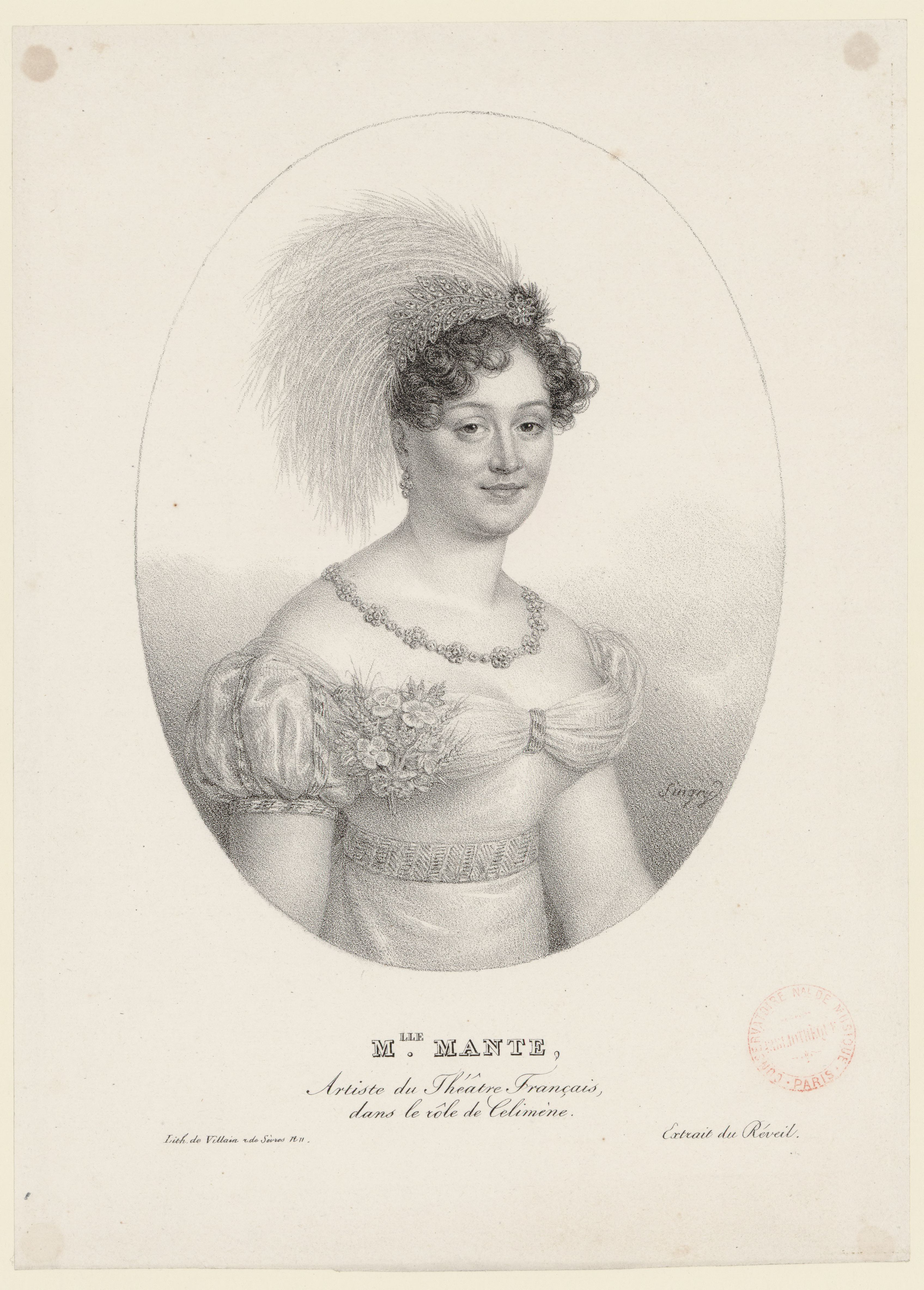
Mademoiselle Mante dans le rôle de Célimène, en 1822.

- Armande Béjart crée le rôle en 1666.
- Mademoiselle Mars (Anne Françoise Hippolyte Boutet) en 1812 à la Comédie-Française.
- Mademoiselle Mante (Louise Charlotte Théophile Delphine Escoffié) en 1822 à la Comédie-Française.
- Jeanne Arnould-Plessy en 1842 à la Comédie-Française.
- Mademoiselle Denain (Pauline Léontine Élisabeth Désirée Mesnage) en 1845 à la Comédie-Française.
- Madeleine Brohan en 1851 à la Comédie-Française.
- Cécile Sorel de 1903 à 1933 à la Comédie-Française. La grande comédienne en fit son rôle fétiche et en garda le surnom. "Je n'ai eu aucune peine à jouer Célimène. J'étais née Célimène..."
- Marie Bell en 1936 et 1941 à la Comédie-Française.
- Danièle Lebrun en 1968 au Théâtre de la Ville.
- Emmanuelle Béart en 1989 au Théâtre national de Nice[1].
- Romane Bohringer en 1994, mis en scène par Jacques Weber[2].
- Stéphane Caillard en 2012.
- Georgia Scalliet en 2013-2014, 2014-2015, 2016-2017 à la Comédie-Française
- Aurore Erguy en 2015.

## Célimène dans la suite
Célimène est également le personnage principal de la suite de la pièce, Célimène et le cardinal, écrite en alexandrins par Jacques Rampal en 1992. L'histoire se déroule vingt ans après Le Misanthrope. Célimène est une femme de quarante ans, mère de quatre enfants, mariée à un bourgeois. Alceste est cardinal et rend visite à Célimène pour la sauver… 
Actrices qui ont interprété le rôle de Célimène dans Célimène et le cardinal :
- Ludmila Mikaël en 1993, mise en scène par Maurice Frydland et Bernard Murat, au théâtre Montparnasse à Paris ;
- Danièle Lebrun en 1996, mise en scène par Jacques Rampal ;
- Claude Jade en 2006, mise en scène par Jacques Rampal ;
- Gaëlle Billaut-Danno en 2014, mise en scène par Pascal Faber (Avignon 2014 à La Luna - Théâtre Michel, Paris) et 2017, Comédie Bastille.